# George Lakoff
George Lakoff (* 24. května 1941) je americký lingvista, představitel tzv. kognitivní lingvistiky. Je profesorem na Kalifornské univerzitě v Berkeley. Zdaleka nejvíce proslul svými tezemi o metafoře, jakožto jádru lidského myšlení, a tím i sociálního života. Přihlásil se též ke konceptu tělesné mysli, který tvrdí, že charakter lidské mysli je určen tělesností a podpořil ho matematickými argumenty. V posledních letech se více věnuje i otázkám politickým, je členem think tanku španělské Socialistické strany Fundacion Ideas. V češtině vyšly dvě jeho knihy: Metafory, kterými žijeme (Host, 2002) a Ženy, oheň a nebezpečné věci (Triáda, 2006).

## Bibliografie

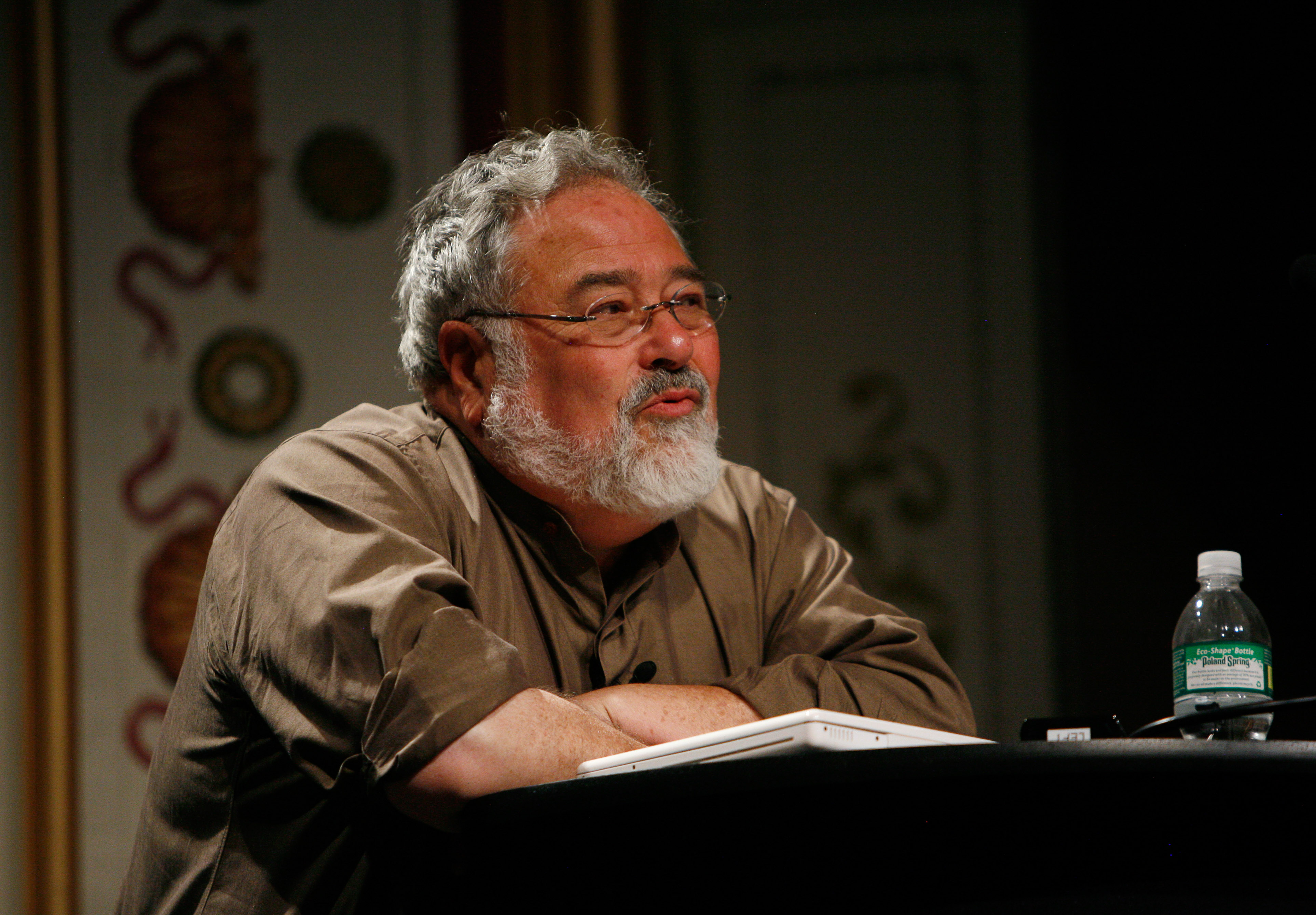
George Lakoff

### České překlady
- LAKOFF, George; JOHNSON, Mark L. Metafory, kterými žijeme. Překlad Čejka, Mirek. Praha: Portál, 2024. 336 s. (Klasici). ISBN 978-80-262-2148-7.
- LAKOFF, George. Ženy, oheň a nebezpečné věci. Překlad Lukeš, Dominik. Praha: Triáda, 2006. 655 s. (Paprsek). ISBN 80-86138-78-X.